# USS Mesa Verde (LPD-19)
El USS Mesa Verde (LPD-19) es un LPD (landing platform dock) de la clase San Antonio en servicio con la Armada de los Estados Unidos. Fue puesto en gradas en 2003, botado en 2004 y asignado en 2007. Su nombre refiere al parque nacional Mesa Verde, Colorado.

## Construcción
Construido por Northrop Grumman Ship Systems, fue colocada su quilla el 25 de febrero de 2003, botado el 19 de noviembre de 2004 y asignado el 15 de diciembre de 2007.

## Historia de servicio

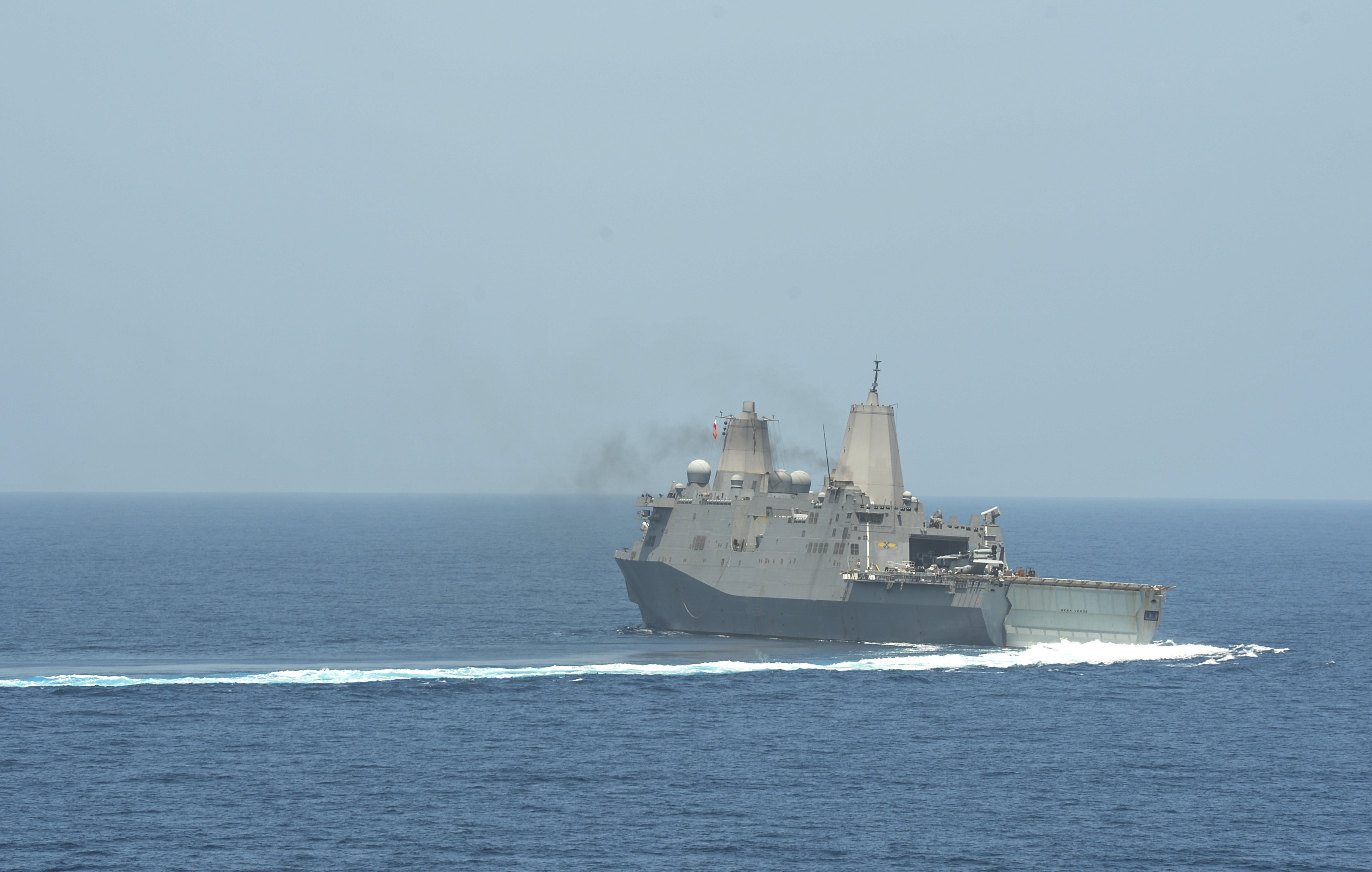
El USS Mesa Verde virando, año 2014.

En 2022 el buque USS Mesa Verde representó a EE. UU. junto al destructor USS Lassen en la revista naval realizada en la bahía de Guanabara (Río de Janeiro) por el Bicentenario de Brasil desfilando junto a buques brasileros y de otros países.